# IC 2203
IC 2203 ist eine Balken-Spiralgalaxie vom Hubble-Typ SBc im Sternbild Zwillinge auf der Ekliptik. Sie ist schätzungsweise 201 Millionen Lichtjahre von der Milchstraße entfernt.
Das Objekt wurde am 12. Februar 1898 vom französischen Astronomen Stéphane Javelle entdeckt.